# Displasia craneometafisaria autosómica recesiva
La Displasia craneometafisaria autosómica recesiva es una condición esquelética hereditaria caracterizada por un aumentó de grosor del cráneo progresivo, displasia metafisaria (es decir, anormalidades de las partes distales finales de los huesos largos de los brazos y piernas), dismorfismos faciales variables, retraso de la erupción de dientes permanentes durante la infancia, y compresión progresiva de los nervios craneales.
Esta condición es el subtipo de displasia craneometafisaria más infrecuente y severo, a diferencia de la displasia craneometafisaria autosómica dominante, y es causada por una mutación en el gen GJA1 las cuales son heredadas siguiendo un patrón autosómico recesivo. Esta mutación consiste en un cambio de arginina a glutamina en la posición 239 del gen. Usualmente, el gen GJA1 produce una proteína llamada connexin 43 que está involucrada en la formación de tejidos alrededor del cuerpo, incluyendo los huesos.
Según OMIM, entre 20 y 30 casos de displasia craneometafisaria autosómica recesiva han sido descritos en la literatura médica, algunos de los cuales son personas que fueron el resultado de matrimonios consanguíneos.